# Nadezjda Tkatsjenko
Nadezhda Tkatsjenko (Oekraïens: Надія Ткаченко) (Krementsjoek, 19 september 1948) is een atleet uit Oekraïne, Sovjet-Unie.
Tkatsjenko nam deel aan de vijfkamp op de Olympische Zomerspelen in 1972 en de Olympische Zomerspelen van Montreal in 1976.
Op de Atletiek op de Olympische Zomerspelen 1980 in Moskou behaalde ze de gouden medaille op het onderdeel vijfkamp.
1964: Irina Press ·
1968: Ingrid Becker ·
1972: Mary Peters ·
1976: Siegrun Siegl ·
1980: Nadezjda Tkatsjenko
- World Athletics: 14361294